# Гелен Каррутерс
Гелен Каррутерс (англ. Helen Carruthers; 1892—1925) — американська акторка німого кіно. Відома своєю роботою в кінокомпанії Keystone Studios.

## Кар'єра
Кар'єра Гелен в кіно почалася в 1914 році, вона з'явилася в тридцяти п'яти комедіях Keystone, в сімнадцяти з яких також знімався Чарлі Чаплін. Її дебют в кіно був у комедії Чапліна «Його улюблене проведення часу». Її остання робота для Keystone була у фільмі «Його доісторичне минуле». Її акторська кар'єра закінчилася в 1915 році.
У травні 1915 року Хелен, у віці двадцяти трьох років, вчинила спробу самогубства, чим заподіяла серйозної шкоди своєму здоров'ю, але залишилася жива.

## Вибрана фільмографія
- 1914 — Відпустка / Recreation
- 1914 — Маскарадна маска / The Masquerader
- 1914 — Його місце для побачень
- 1914 — Його улюблене проведення часу
- 1914 — Захоплений дощем (не позначена у тітрах)